# Calumma nasutum

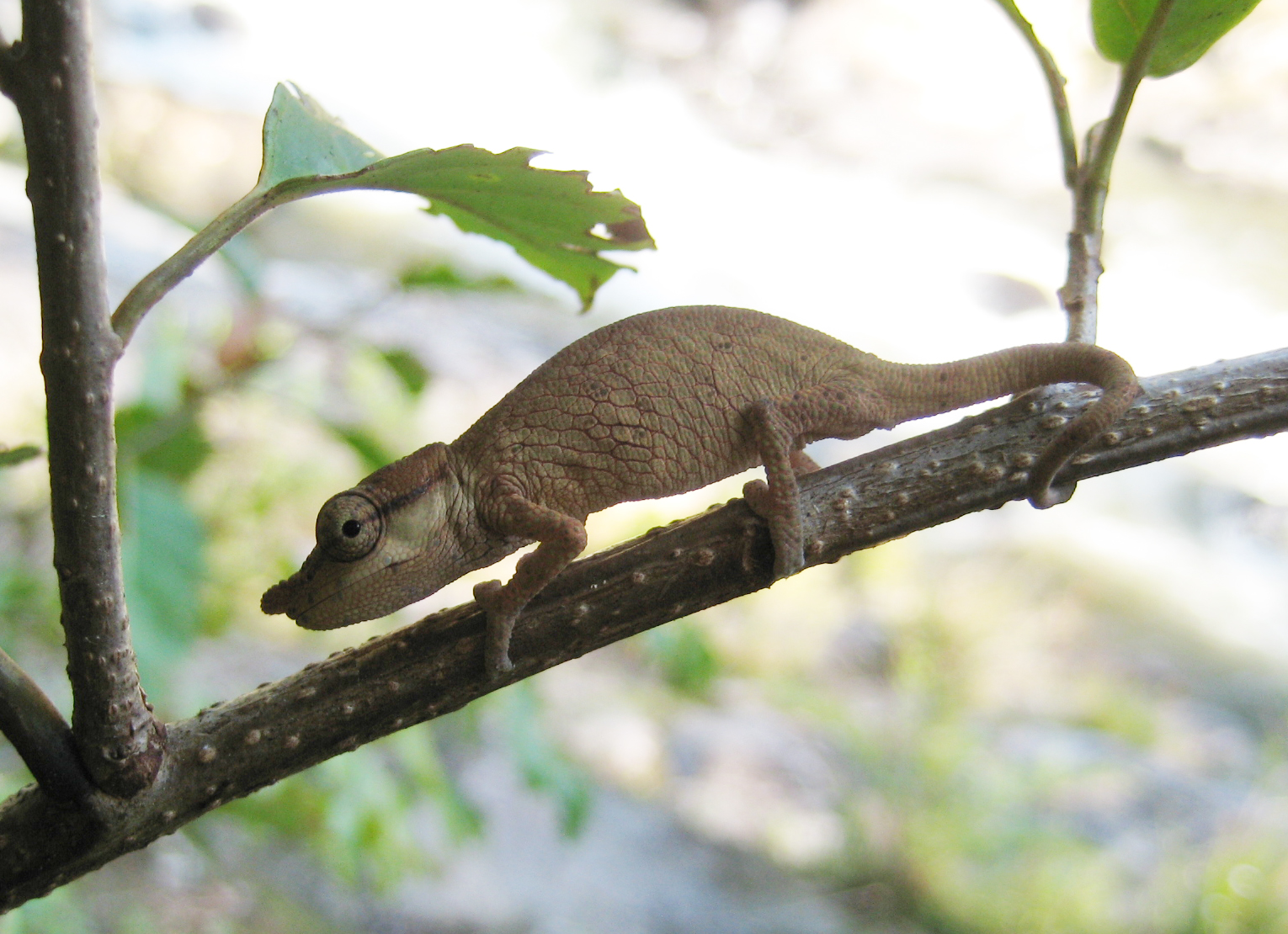
Calumma nasutum

Calumma nasutum ist mit 15 Zentimeter Gesamtlänge eines der kleinsten Chamäleons. Die auf Madagaskar endemische Art wurde 1836 von André Marie Constant Duméril und Gabriel Bibron entdeckt. Die IUCN stuft die Art als nicht gefährdet ein.

## Lebensraum

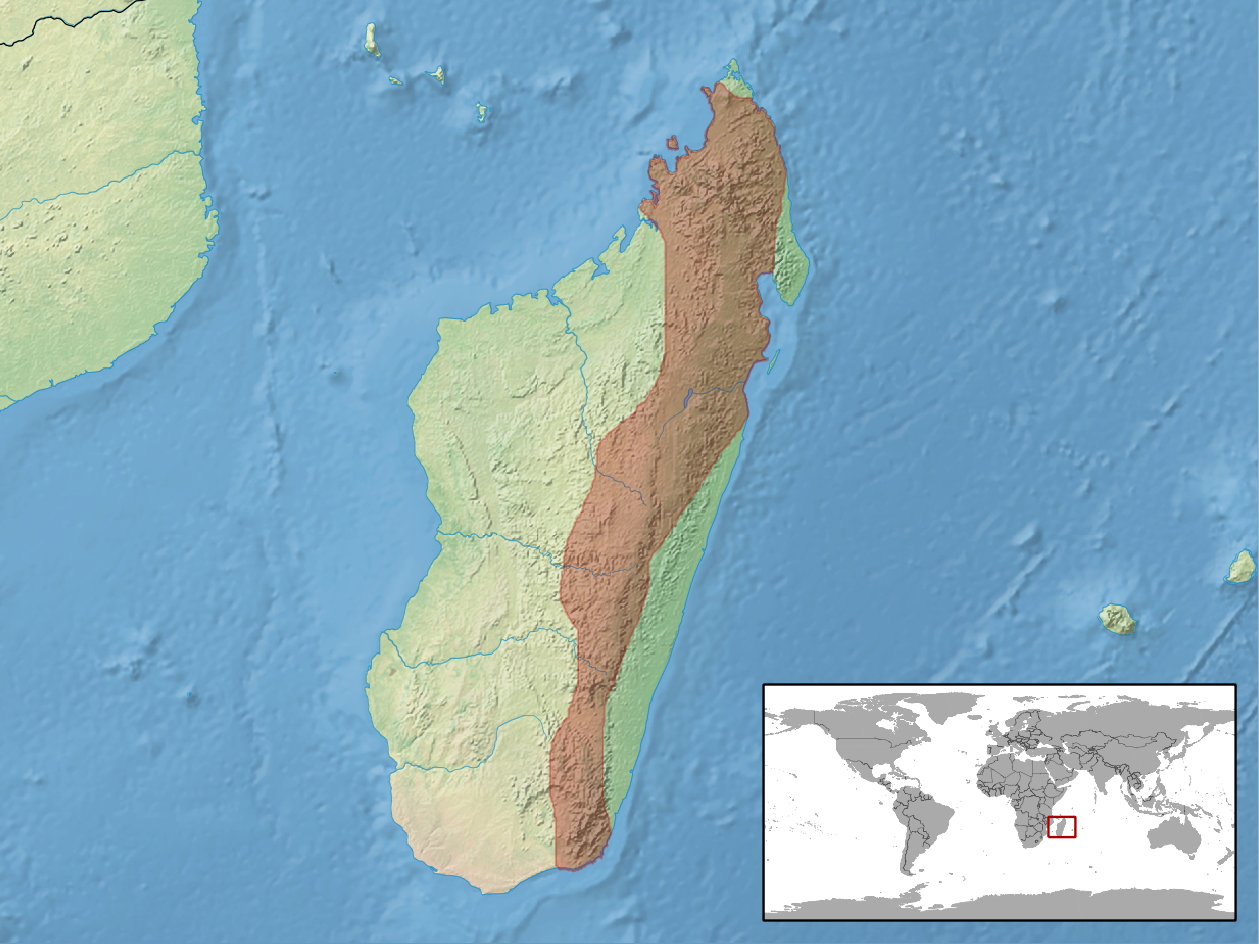
Verbreitungsgebiet

C. nasutum ist eine weitverbreitete Art in den Regenwäldern Ostmadagaskars, wo sie meist in niedriger Vegetation, etwa 1 bis 3 Meter über dem Boden zu finden ist. Diese Art besiedelt sowohl Primärwälder als auch Waldränder und Sekundärvegetation.
Als Prädatoren von C. nasutum gelten Schlangen (Langaha madagascariensis und Bibilava infrasignatus), Vögel (Coua caerulea) sowie Spinnen und Gottesanbeterinnen.

## Merkmale
Sowohl Weibchen als auch Männchen können eine Gesamtlänge von etwas über 15 Zentimeter erreichen, wobei der Schwanz mit gut 10 Zentimeter immer länger ist als Kopf-Rumpf. Tiere dieser Art haben nur einen sehr schwach ausgeprägten Helm; Hinterhaupts- und Scheitellappen kommen nicht vor. Der Schnauzenschild ist vorhanden und weist den namensgebenden, nasenartigen Fortsatz auf. Dieser Fortsatz ist 2 bis 3 Millimeter lang und bei beiden Geschlechtern zu finden. Er dient vermutlich der Arterkennung bei der Paarungsfindung.
C. nasutum ist meist uniform grau, beige oder braun gefärbt, gelegentlich tritt ein lateraler weißer Streifen oder graue Bänderung auf. Gelbe und blaue Farbmuster sowie türkisgrüne Beine sind selten. Bei balzenden Weibchen erscheinen fünf weißblaue bis türkise Farbflecken am Kopf.

## Reproduktion
Die Begattung dauert etwa 20 Minuten und kann an mehreren aufeinanderfolgenden Tagen wiederholt werden. Nach 40 Tagen Trächtigkeit werden die Eier bedeckt von Laub, Moos oder Rinde auf dem Boden abgelegt. Bei einer Temperatur von 23,5 °C dauerte die Inkubation 94 Tage.

## Systematik
Die Stellung von C. nasutum als eigenständige Art ist nicht endgültig geklärt. Es ist sehr wahrscheinlich, dass die unter diesem Namen zusammengefassten Tiere einen Artenkomplex darstellen. Mittels Micro-CT von Schädelknochen und Hemipenes sowie molekularbiologischer Untersuchungen des C. nasutum-Artenkomplexes konnten drei weitere Calumma-Arten ermittelt werden: Calumma emelinae, Calumma tjiasmantoi und Calumma ratnasariae.